# Newport (Gwent)
Newport (in gallese Casnewydd) è la terza città più grande del Galles, nel Regno Unito. Secondo le stime del 2018, la popolazione ammontava a circa 150 000 persone. Newport è situata sull'estuario del fiume Usk, all'estremità sudorientale del Galles, vicino al confine con l'Inghilterra, a circa 20 km da Cardiff e a circa 225 km da Londra.
Newport è stata fondata sull'antica città romana di Caerleon, che ora è un sobborgo a nord della città. Newport è conosciuta per i suoi numerosi ponticelli sul fiume e per la vivace vita notturna. 
In passato attivo porto di esportazione di minerali (carbone e di ferro), nodo ferroviario e centro dell'industria siderurgica, nel XX secolo l'importanza del porto è diminuita, ma Newport è rimasta un importante centro di produzione e ingegneria, ed è divenuta anche un centro dell'industria tecnologica come parte del cosiddetto Corridoio M4.
Newport è sede universitaria, con un ateneo che conta 10 000 allievi. La città ha ospitato la Ryder Cup di golf nel 2010, e il summit della NATO nel 2014.

## Amministrazione
Amministrativamente, Newport costituisce una città e una delle 22 aree principali del Galles. Fa inoltre parte della contea preservata di Gwent.

### Gemellaggi
- Annapolis
- Guangxi, dal 1996
- Heidenheim an der Brenz, dal 1980
- Kutaisi, dal 1989

## Sport

### Calcio
La città ha una squadra locale, il Newport County Association Football Club che milita attualmente nella League Two.